# Megalepthyphantes
Genre
Megalepthyphantes est un genre d'araignées aranéomorphes de la famille des Linyphiidae.

## Distribution
Les espèces de ce genre se rencontrent en écozone holarctique.

## Liste des espèces
Selon World Spider Catalog (version 26, 24/04/2025) :
- Megalepthyphantes auresensis Bosmans, 2006
- Megalepthyphantes bkheitae (Bosmans & Bouragba, 1992)
- Megalepthyphantes brignolii Tanasevitch, 2014
- Megalepthyphantes camelus (Tanasevitch, 1990)
- Megalepthyphantes collinus (L. Koch, 1872)
- Megalepthyphantes globularis Tanasevitch, 2011
- Megalepthyphantes gongshanensis Irfan, Zhang & Peng, 2022
- Megalepthyphantes hellinckxorum Bosmans, 2006
- Megalepthyphantes kandahar Tanasevitch, 2009
- Megalepthyphantes kronebergi (Tanasevitch, 1989)
- Megalepthyphantes kuhitangensis (Tanasevitch, 1989)
- Megalepthyphantes lydiae Wunderlich, 1994
- Megalepthyphantes minotaur Tanasevitch & Wunderlich, 2015
- Megalepthyphantes nebulosoides (Wunderlich, 1977)
- Megalepthyphantes nebulosus (Sundevall, 1830)
- Megalepthyphantes pseudocollinus Saaristo, 1997
- Megalepthyphantes salam Lecigne, 2025
- Megalepthyphantes sanchaheensis Irfan, Zhang & Peng, 2022
- Megalepthyphantes turkestanicus (Tanasevitch, 1989)
- Megalepthyphantes turkeyensis Tanasevitch, Kunt & Seyyar, 2005

## Systématique et taxinomie
Ce genre a été décrit par Wunderlich en 1994 dans les Linyphiidae.

## Publication originale
- Wunderlich, 1994 : « Beschreibung der neuen Spinnen-Gattung Megalepthyphantes aus der Familie der Baldachinspinnen und einer bisher unbekannten Art aus Griechenland (Arachnida: Araneae: Linyphiidae). » Entomologische Zeitschrift, vol. 104, no 9, p. 168-171.